# Shane Kinsman
Shane Kinsman (ur. 13 listopada 1997 w Los Angeles) – amerykański aktor grający głównie ze swoim bratem bliźniakiem Brentem. Najbardziej znany z roli Portera Scavo, syna Lynette Scavo i Toma Scavo w serialu Gotowe na wszystko.

## Kariera
W 2003 roku zagrał Kyle’a Bakera w filmie Fałszywa dwunastka, a w 2005 roku w jego drugiej części – Fałszywa dwunastka II. Występował również regularnie w czterech sezonach serialu Gotowe na wszystko jako Porter Scavo.

## Filmografia
- 2008: Ostry dyżur (ER) jako Larry Weddington
- 2005: Fałszywa dwunastka II (Cheaper by the Dozen 2) jako Kyle Baker
- 2004–2008: Gotowe na wszystko (Desperate Housewives) jako Porter Scavo
- 2003: Fałszywa dwunastka (Cheaper by the Dozen) jako Kyle Baker